# Octávio Lixa Filgueiras

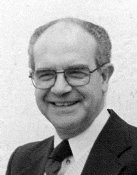
Octávio Lixa Filgueiras

Octávio Lixa Filgueiras (Nevogilde, Porto, 16 de Agosto de 1922 - Porto, 11 de Março de 1996) foi um arquitecto português que se destacou nas áreas da arquitectura, património cultural, arqueologia e etnologia naval.

## Vida e Obra
Estudou Arquitectura na Escola Superior de Belas-Artes do Porto (ESBAP), de 1942 a 1951 com várias interrupções por motivos de saúde, a que se seguiu o estágio, tendo a sua tese de fim de curso (CODA) Urbanismo, um Tema Rural obtido a classificação máxima (1954). A partir de 1950 integra a Organização dos Arquitectos Modernos. De 1955 a 1958 exerce as funções de Arquitecto no Gabinete de Estudos da Direcção do Norte dos Edifícios Nacionais, Ministério das Obras Públicas. Entre 1955 e 1957 é chefe da equipa da zona II do Inquérito à Arquitectura Popular em Portugal e pertence à equipa CIAM/Porto. Docente da ESBAP a partir de 1958, obtém por concurso o lugar de Professor Efectivo em 1962 para o que publica "A Função Social do Arquitecto". No âmbito da disciplina de Arquitectura Analítica de que é regente promove a partir de 1961 os Inquéritos Urbanos. A partir de 1967 e até 1977 tem funções numa comissão sobre preservação do Património Arquitectónico e Urbanístico da Junta Nacional de Educação. Em 1971 é dispensado, a seu pedido, do serviço na ESBAP tendo ficado ligado ao Instituto de Alta Cultura e mais tarde à Secretaria de Estado da Cultura, em actividades relacionadas com o Património Cultural. Em 1981 fica destacado no Centro de História da Universidade do Porto (INIC). Com a criação da Faculdade de Arquitectura da Universidade do Porto, em 1985, para ela transita com o restante corpo docente de Arquitectura da ESBAP, tendo passado à categoria de Professor Catedrático em 1989, lugar de que se aposenta em 1991. Membro da Academia Nacional de Belas-Artes desde 1989.
Durante a preparação da sua tese de fim de curso, realizou um extenso inquérito sobre a aldeia de Castelo de Paiva, na foz do Paiva (Fornos (Castelo de Paiva)), tendo tomado contacto com as técnicas tradicionais de construção de barcos da família do Barco Rabelo, assunto pelo qual se interessou e que o levou, em 1956, a publicar o livro Rabões da Esquadra Negra em que descreve esse método de construção. A partir dessa data continuou a sua investigação nas áreas de Etnologia e Arqueologia Naval, tendo, como bolseiro da Fundação Calouste Gulbenkian, elaborado um inquérito às embarcações tradicionais portuguesas (1961-1962), o qual continuou até aos anos 90. Em 1963 inicia a sua colaboração com o Museu de Marinha, sendo membro fundador do Grupo de Estudos da História Marítima (1964), depois Academia de Marinha. Em 1976 integra o Grupo de Trabalho para a Defesa do Património Arqueológico Sub-Aquático, sendo depois vogal da Comissão para o Estudo e Aproveitamento do Leito do Mar. Representou a Marinha na reunião de Paris organizada pelo Conselho da Europa para estudo da defesa do Património Cultural Sub-Aquático, sendo o delegado português no Grupo de Trabalho que em Estrasburgo, de 1980 a 1985, elaborou a proposta de Convenção Europeia para a Defesa do Património Cultural Sub-Aquático. É considerado o mentor da arqueologia subaquática em Portugal. O seu trabalho na área da Etnologia Naval foi considerado fundamental para o rigor da história e cultura da Póvoa de Varzim, comunidade que estudou aprofundadamente, participando na organização da Mostra de Siglas Poveiras (1979), mostra destacada na Europa em 1980, e apoiando a reconstrução da Lancha Poveira; sobre esta comunidade escreveu várias obras.
No âmbito dos seus inquéritos sobre Arquitectura e Urbanismo e sobre Etnologia e Arqueologia Naval, e também das suas actividades relacionadas com o Património Cultural, teve uma produção fotográfica extensa, que tem um valor documental apreciável.

## Publicações
Fonte principal: curricula in

### Literatura
- Requiem às Glórias do Mundo, e outros poemas, Porto, 1948
- O Chefe da Estação, (conto), in A Nova Renascença, 20, Porto, 1985, pp. 349–370; re-edição, Centro de Estudos Arnaldo Araújo, Escola Superior Artística do Porto, 2007
- O(s) Estatuto(s) do Artista (ensaio), in Prelo, 8, Lisboa, 1985, pp. 71–76
- O DEDO --- Mistério policiário desfiado circunstancialmente num exercício imagético para deleite dos espíritos e estudo dos costumes, (conto), in Cadernos do Tâmega, 5, Amarante, 1991, pp. 37–46
- O FAROL, angustiada estória de como um grande Amor acaba em Ódio implacável, com a vingança de um dos amadores após a sua efectivada morte civil, (conto), in Cadernos do Tâmega, 9, Amarante, 1993, pp. 78–98
- A FESTA, (conto, homenagem I a Amadeo de Souza Cardoso), in Cadernos do Tâmega, 10, Amarante, 1993, pp. 62–73
- O GIRASSOL, (conto), in Cadernos do Tâmega, 11, Amarante, 1994
- O DERRADEIRO VÔO DO 'IOGURTE F.K.005', (conto), in Cadernos do Tâmega, 12, Amarante, 1994
- O INFILTRADO, (conto), in Cadernos do Tâmega, 13, Amarante, 1995

### Arquitectura e Urbanismo

#### trabalhos individuais
- Uma Adega Cooperativa, in Arquitectura, 42, Lisboa, 1952, pp. 11-13
- Urbanismo - Um Tema Rural, in A Revista de Pesquisas Económico-Sociais, vol. III, 4, Lisboa, 1954, pp. 419-540
- Sobre XII Séculos de Arquitectura Moderna, in 1.o Ciclo de Conferências do Centro Técnico da Indústria da Madeira; com uma apresentação pelo Prof. Arq. Carlos Ramos, Porto, 1956, pp. I-IX, 113-143
- Castelo de Paiva e o seu porto fluvial, in Jornal O Pejão, 92, Porto, 1956
- Aditamento à Grille CIAM d'Urbanisme, in Arquitectura, 66, Lisboa, 1959, 12 pp.
- Da Função Social do Arquitecto - Para uma teoria da responsabilidade numa época de encruzilhada, Porto, 1962, 142 pp.; reeditado pela Escola Superior de Belas Artes do Porto, em 1985, com um Prefácio do Arq. Pedro Vieira de Almeida
- Um Centro Comercial, in Boletim Especial da Escola Superior de Belas Artes do Porto - Provas dos Concursos para Professores de Arquitectura, Urbanologia, Pintura, Escultura,  Desenho. Porto, 1962-1963, pp. 34-40, 61-69
- Inquéritos Urbanos da Cadeira de Arquitectura Analítica da E.S.B.A.P., in Revista de Urbanismo, do Centro de Estudos Duarte Pacheco (só publicada a primeira experiência), Lisboa, 1970.
- O Hospital, imagem da comunidade, in Boletim dos Amigos do Hospital de Santo António, 1, Porto, 1977
- A Escola do Porto, 1940-1969, in Carlos Ramos - Exposição Retrospectiva da sua obra, Fundação Calouste Gulbenkian, Lisboa, 1986, 86 pp.
- Ante-Projecto do Museu Etnológico de Viseu, in Alberto Correia, O Museu Etnológico de Viseu, Viseu, s.d., pp. 33-41
- Planeamento e Educação de Massa, comunicação no Colóquio sobre Desenvolvimento Regional, Abrantes, 1967

#### em colaboração
- (c/ A. Viana de Lima, F. Távora, Napoleão Amorim, Arnaldo Araújo, C. Carvalho Dias, Alberto Neves) Aldeia Nova - X Congresso CIAM, in Arquitectura, 64, Lisboa, 1959
- (c/ Arnaldo Araújo e Carlos Carvalho Dias) ``Inquérito à Arquitectura Popular em Portugal - Zona II, Trás-os-Montes/Alto Douro, Lisboa, 1960, vol. I, pp. 113–215; 2.a edição, Lisboa, 1980;  3.a edição, Lisboa, 1988
- (c/ Duarte Castel-Branco, Nuno L. Grande, António Figueiredo, Nuno Guedes de Oliveira, J. M. Pereira de Oliveira), Porto/Projecto/Cidade Nova, Porto, 1985, pp. 101
- (c/ Duarte Castel-Branco, Nuno L. Grande, António Figueiredo, Nuno Guedes de Oliveira, J. M. Pereira de Oliveira), Opções do Plano/Opções Políticas, Porto, 1985, pp. 46

### Etnologia e Arqueologia Naval, Museus

#### em colaboração
- Focus - Enciclopédia Internacional, ed. Livraria Sá da Costa, Lisboa, 1964
- (c/ Alfredo Barroca), O Caíque do Algarve e a Caravela Portuguesa, Centro de Estudos de Cartografia Antiga, vol. XLVI, série Separatas, Coimbra, 1970, 39 pp.
- (c/ vários), To Masjoner og Havet, Norsk Sjøfarts Museum, Oslo, 1980, 34 pp.
- (c/ vários), Noruega-Portugal, duas Nações voltadas para o Mar, Museu de Marinha, 1981, 80 pp.
- (c/ vários), À Descoberta de Portugal, Ed. Selecções do Reader's Digest, Lisboa, 1982
- (c/ Matilde Pessoa de Figueiredo Sousa Franco), Proposta de reconversão do Museu Nacional de Machado de Castro, Coimbra, 1984, LXII
- Local Boats - Fourth International Symposium on Boat and Ship Archaelogy, Porto 1985, edited by O.L. Filgueiras, B.A.R. International Series, vols 438 (i+ii), Oxford, 1988

#### trabalhos individuais
- Rabões da Esquadra Negra, sep. de O Pejão, 87 a 93, Porto, 1956, 77 pp.
- Considerações sobre a Estrutura do Rabelo, sep. das Actas do XXIII Congresso Luso-Espanhol para o Progresso das Ciências, vol. III, Coimbra, 1957, 11 pp.
- Os Povos Germânicos e a Navegação do Douro, sep. do Boletim Cultural da Câmara Municipal do Porto, vol. XX, Porto, 1957, 17 pp.; reedição digital na colectânea Barcos de Portugal, 2, Museu Marítimo de Ílhavo, 2023
- A Arte de Construção no Estudo das Tradições Navais, sep. de Studium Generale, vol. V, Porto, 1958, 17 pp.; reedição digital na colectânea Barcos de Portugal, 1, Museu Marítimo de Ílhavo, 2013
- A Lancha Poveira e o Saveiro de Valbom, sep. de Studium Generale, vol. V, Porto, 1958, 9 pp.
- Tipologia dos Barcos do Douro, sep. do Boletim Cultural da Câmara Municipal do Porto, vol. XXII, Porto, 1959, 16~pp.
- Barcos do Douro, in Página Literária de O Comércio do Porto, 1959
- Protecção Mágica dos Barcos do Douro, sep. de Actas do Colóquio de Estudos Etnográficos Dr. José Leite de Vasconcelos, vol. III, Porto, 1960, 13 pp.
- Rumo, Palavra-chave da Arte de Construção Naval, sep. da Revista de Guimarães, vol. LXXI, Guimarães, 1961, 15 pp.
- Da Navegação do Douro, sep. das Actas do I Colóquio Portuense de Arqueologia, in Studium Generale, vol. IX, Porto, 1962, 24 pp.
- Barcos, capítulo VIII de A Arte Popular em Portugal, Editorial Verbo, Lisboa, (1963), 64 pp.; reedição digital na colectânea Barcos de Portugal, 1, Museu Marítimo de Ílhavo, 2013
- Entre Normandos e Árabes nas Margens do Douro [II], sep. de Studium Generale, vol. X, Porto, 1963, 49 pp.; reedição digital na colectânea Barcos de Portugal, 2, Museu Marítimo de Ílhavo, 2023
- Entre Normandos e Árabes nas Margens do Douro, Publicações do Centro de Estudos Humanísticos, 1964
- Barcos Portugueses, in FOCUS - Enciclopédia Internacional, ed. Livraria Sá da Costa, vol. I, Lisboa, (1964), 2 pp.
- Construções Navais Portuguesas, sep. do V Colóquio Internacional de Estudos Luso-Brasileiros, vol. I, Coimbra, 1965, 32 pp.; reedição digital na colectânea Barcos de Portugal, 1, Museu Marítimo de Ílhavo, 2013
- Barcos da Costa Norte, sua Contribuição no Estudo de Áreas Culturais, sep. das Actas do III Colóquio Portuense de Arqueologia, in Lucerna, vol. IV, Porto, 1965, 36 pp.
- Acerca das Siglas Poveiras, sep. das Actas do IV Colóquio Portuense de Arqueologia, in Lucerna, vol. V, Porto, 1966, 30pp.
- O Barco Poveiro, sep. do Boletim Cultural da Póvoa de Varzim, ed. da Câmara Municipal da Póvoa de Varzim, 1966, 297 pp., 89; (Prémios Rocha Peixoto/Póvoa de Varzim; e Gomes Pereira/Barcelos)
- Da Caravela Portuguesa, sep. dos Anais do Club Militar Naval, vol. XCIX (tomo 10 a 12), Lisboa, 1969, 41 pp.
- Sobre as Origens do Barco Poveiro, sep. do Boletim Cultural da Póvoa de Varzim, vol. IX, 2, Póvoa de Varzim, 1970, 79 pp.
- No Crepúsculo das Embarcações Regionais, sep. das Actas do XXIX Congresso Luso-Espanhol para o Progresso das Ciências - Colóquio 2, Tomo III, Lisboa, 1970, 62 pp.; reedição digital na colectânea Barcos de Portugal, 1, Museu Marítimo de Ílhavo, 2013
- Les Bateaux de Pêche de Póvoa de Varzim et le 'Sinagot', in Actas do Colóquio Comemorativo do Cinquentenário da Criação na Bretanha do Ensino do Português, ed. Université de Haute Bretagne, Tomo I, Rennes, 1973, pp. 63–73
- Remanescentes de Formas de Navegar Pré-Romanas em uso no Noroeste Peninsular, sep. das Actas do III Congresso Nacional de Arqueologia, vol. I, Porto, 1974, pp. 223–247; reedição digital na colectânea Barcos de Portugal, 2, Museu Marítimo de Ílhavo, 2023
- A Propósito da Protecção Mágica dos Barcos do Douro, sep. de In Memoriam António Jorge Dias, ed. Instituto de Alta Cultura, vol. II, Lisboa, 1974, pp. 187–214
- Comentários Técnicos da Tese do Moçarabismo Náutico [(I-II)], in Memórias do Centro de Estudos de Marinha, vol. V, Lisboa, 1975, pp. 67–136
- A Necessidade dos Museus nas Sociedades em Transformação Acelerada, in Actas do Colóquio APOM-75, ed. APOM, Figueira da Foz, 1975, pp. 111–115
- A lancha poveira de dois mastros, sep. do Boletim Cultural da Póvoa de Varzim, vol. XV, 2, Póvoa de Varzim, 1976, 52 pp.; reedição digital na colectânea Barcos de Portugal, 2, Museu Marítimo de Ílhavo, 2023
- A Jangada de S. Torpes - um problema de Arqueologia Naval, in Memórias do Centro de Estudos de Marinha, vol. VI, Lisboa, 1976, pp. 199–221; reedição digital na colectânea Barcos de Portugal, 2, Museu Marítimo de Ílhavo, 2023
- Museus de Marinha e de Arqueologia Naval - Impressões de uma missão de estudo à Inglaterra e Holanda (19 de Setembro a 19 de Outubro de 1976), in Memórias do Centro de Estudos de Marinha, vol. VI, Lisboa, 1976, pp. 297–324
- Recensão Crítica de 'O rio Douro Lendário...'de Guilherme Felgueiras, in Revista Portuguesa de Filologia, Coimbra, 1977, pp. 676-677
- The Xavega-Boat, a case-study in the integration of archaelogical and ethnological data, Sources and Techniques in Boat Archaelogy, Greenwich, 1977, pp. 77-114
- A Propósito da Protecção Mágica dos Barcos, in Memórias do Centro de Estudos de Marinha,vol. VII, Lisboa, 1978, pp. 63-133
- A Presumptive Germanic Heritage for a Portuguese Boat-Building Tradition, in Medieval Ships and Harbours in Northern Europe, Greenwich, 1979, pp. 45-81
- Aspects de l'organization des 'colmeias (rûches)' de pêcheurs dans le nord-ouest du Portugal, in Seaman and Society, Perthes, 1980, pp. I-13/I-22
- Cooperativas de Pesca: primeiros ensaios na Póvoa de Varzim, in Boletim Cultural da Póvoa de Varzim, vol. XIX, 1, Póvoa de Varzim, 1980
- A evidência das Navegações desde o Bronze - necessidade de uma cartografia específica, in Actas do Seminário de Arqueologia do Noroeste Peninsular, Guimarães, 1980, 14+6 pp.
- The decline of Portuguese Regional Boats, in Maritime Monographs and Reports, 47, Greenwich, 1980, 39 pp.
- Os Barcos da Nazaré no Panorama da nossa Arqueologia Naval - Pré~aviso sobre acções cautelares a promover nas zonas portuárias dos Coutos de Alcobaça, in Memórias do Centro de Estudos de Marinha, vol. VIII, Lisboa, 1978, pp. 27-86
- Barcos de Pesca de Portugal, Centro de Estudos de Cartografia Antiga, vol. CXXXVIII, série ``Separatas, Coimbra, 1981, 48+38 pp.; reedição digital na colectânea Barcos de Portugal, 1,  Museu Marítimo de Ílhavo, 2013
- Navegação à vela - Barcos à vela dos rios portugueses, in Anais do Club Militar Naval, Lisboa, 1982, pp. 1017--1066; reedição digital na colectânea Barcos de Portugal, 1, Museu Marítimo de Ílhavo, 2013
- Santos Graça, contribuição para o estudos das raízes ideológicas duma obra, in Boletim Cultural da Póvoa de Varzim, vol. XXI, 2, Póvoa de Varzim, 1982, pp. 201-220
- A Nave esculpida numa torre da Sé do Porto - Ensaio de identificação, in Arqueologia, Porto, 1982, pp. 112-117
- As Embarcações nos Ex-Votos, in Ex-Voto, painéis votivos do Rio, do Mar, do Além-Mar, Museu de Marinha, Lisboa, 1983, pp. 29-70, do Catálogo da Exposição
- Barcos, in Catálogo da XVII Exposição Europeia de Arte, Ciência e Cultura - Núcleo do Convento da Madre de Deus, Lisboa, 1983, pp. 75-79
- A interpretação do 'Barco' do Lima em termos de Arqueologia Naval, in Actas do I Colóquio Galaico-Minhoto, Braga, 1983, pp. 433-444
- Fishing crafts in Portugal, in The Fishing Culture of the World, ed. Prof. Doutor Béla Gunda, Akadémiai Kiadó, Budapeste, 1983, pp. 143-180
- Das influências  nórdicas nas embarcações tradicionais do NW Peninsular, in Actas do I Colóquio de Antropoloxia de Galícia, Coruña, 1984, pp. 182-188; reedição digital na colectânea Barcos de Portugal, 2, Museu Marítimo de Ílhavo, 2023
- Algumas cenas e cenários ribeirinhos de Vila Nova de Gaia em gravuras dos séculos XVII a XIX, in Actas das 1.as Jornadas de História Regional e Local/Gaia-II, Vila Nova de Gaia, 1984, pp. 361-431
- As jangadas de botos, in Lucerna --- Homenagem a D. Domingos de Pinho Brandão, Porto, 1984, pp. 291-308; reedição digital na colectânea Barcos de Portugal, 2, Museu Marítimo de Ílhavo, 2023
- The 'Book of all Tagus Boats, including cargo and passenger, as well as fishing crafts', in Post-Medieval boat and Ship Archaeology; papers based on those presented to an International Symposium on Boat and Ship Archaeology in Stockholm in 1982; ed. Swedish National Maritime Museum, Stockholm, 1985, pp. 193–232
- Canoas de Tablas de tipo Mesopotámico en zonas de influencia Tartésica, in Actas do VI Congresso Internacional de Arqueologia Submarina (Cartagena 1982), Madrid, 1985, pp. 337–341
- Armações do barco poveiro - Modalidades, in Actas do Colóquio Santos Graça de Etnografia Marítima, Póvoa de Varzim, 1985, vol. 2, pp. 13–25
- Uma Presumível Herança Germânica na Construção Naval Tradicional Portuguesa, in Memórias da Academia de Marinha, vol. IX, Lisboa, 1988, 48 pp.; reedição digital na colectânea Barcos de Portugal, 2, Museu Marítimo de Ílhavo, 2023
- Os Painéis Introdutórios da Exposição de Oslo - Critérios e Conceitos, in Memórias da Academia de Marinha, Lisboa, 1985, 59 pp.
- Introdução ao 'Caderno de Todos os Barcos do Tejo, por João de Souza, Lente de Arquitectura Naval e Desenho da Companhia de Guardas Marinhas', in Memórias da Academia de Marinha, Lisboa, 1985, 52 pp.
- Embarcações Regionais Portuguesas, pagelas das emissões filatélicas publicadas pelos C.T.T., Lisboa 1977 (Barcos de Mar), 1980 (Barcos dos Rios), 1985 (Barcos dos Açores)
- Embarcações Bordalesas e os Barcos do Douro, in Actas das 1.as Jornadas de Estudo Norte de Portugal/Aquitânia (Porto, Março de 1984), Porto, 1986, pp. 147-170
- O Barco Rabelo - Um retrato de família, catálogo da Exposição, textos e legendas. Centro Regional de Artes Tradicionais (ed. fotocopiada), Porto, 1987, pp. 22; ed. em livro pela Casa A.A. Calém & Filho, Porto, 1989, 127 pp., 87 grav., (ed. trilingue)
- Património Cultural Sub-Aquático - Proposta de Convenção Europeia, sep. das Actas do Colóquio de Etnografia Marítima, ed. Museo do Pobo Gallego, Santiago de Compostela, 1988, pp. 197-207
- The Traditional Portuguese Boats in the context of the settlement process: a general survey, sep. das Actas do 4th International Symposium on Boat and Ship Archaeology - Local Boats, B.A.R. International Series, Oxford, 1988, pp. 375-413
- Exposição de Homenagem a H.M. Seixas, Museu de Marinha, Lisboa, 1988, pp. 5-27, (tot. pp. 284 c/79 grav. e legendas, de H. M. Seixas)
- Influências da e na Arquitectura Naval Tradicional Portuguesa, in Actas da Conferência Internacional Os Portugueses no Mundo, vol. IV, ed. Fundação Eng. António de Almeida, Porto, 1989, pp. 83–102
- Palavras proferidas pelo Prof. Arq. ..., in 1.o Painel das Caravelas - 12 de Dezembro de 1984, Academia de Marinha, Lisboa, 1989, pp. 53–62
- Algumas reflexões para a definição de uma política de defesa do novo património arqueológico sub-aquático, in Memórias da Academia de Marinha, vol. XVI, Lisboa, 1993 (1989), 54 pp.
- Na descoberta de Portugal, in Memórias da Academia de Marinha, vol. XVI, Lisboa, 1993 (1989), 22pp.
- Gelmirez e a reconversão da construção naval tradicional do NW (séculos~XI-XII): os seus prováveis reflexos na época dos Descobrimentos, in Actas do Congresso Internacional Bartolomeu Dias e a sua época, Porto, vol. II, 1989, pp. 539–576
- O Barco Poveiro - Tentativa de decifração filo-genética, in Boletim Cultural da Póvoa de Varzim, vol. XXVI, 2, Póvoa de Varzim, 1989, pp. 433–466; reedição digital na colectânea Barcos de Portugal, 2, Museu Marítimo de Ílhavo, 2023
- The 'Barco do Mar' and the Thera boats breed, in Ship Construction in Antiquity/II Symposium, Athens, 1991
- Gelmirez and the reconversion of the NW Peninsular Ship-building Tradition (XI-XII centuries), in Proceedings of the 5th International Symposium on Boat and Ship Archaelogy, ed. Oxbow Books, Oxford, 1991
- Le Portugal - les Embarcations Traditionnelles, in Le Patrimoine Maritime et Fluvial/Colloque International ESTUAIRE 92, (ed. pol. prov. das Actas), Nantes, 23-25 avril 1992, pp. 91–101; in Actes du Colloque (Nantes, 1992) Le Patrimoine Maritime et Fluvial, Paris, 1993, pp. 105–115; reedição digital na colectânea Barcos de Portugal, 1, Museu Marítimo de Ílhavo, 2013
- Barcos para Santiago - Reflexões, in Congresso Internacional dos Caminhos Portugueses de Santiago de Compostela - Actas, Ed. Tavola Redonda, Porto, 1992, pp. 23–41
- Memória da Amizade, in In Memoriam Luís Albuquerque, Museu Municipal de Santos Rocha, Figueira da Foz, pp. 55–59
- III Portugal, in Common European Maritime Heritage Congress Proceedings, ed. The Netherlands Scheepvaart Museum, Amsterdam (1993), pp. 36–41
- Alguns vestígios de antigas práticas rituais de protecção mágica dos barcos portugueses, in Mediterrâneo, Actas do 1.o Congresso Mediterrânico de Etnologia Histórica, 3.o vol., Lisboa, 1993, pp. 279–301
- Traineiras da Costa Portuguesa, I-II pagelas das emissões filatélicas dos C.T.T., Lisboa, 1993/94
- Traineiras da Costa Portuguesa / Seiners of the Portuguese Coast. Edição bilingue, Clube do Coleccionador, CTT, 1994, 132 pp.
- A influência dos mestres construtores de Génova e Pisa na reconversão da construção naval no sec. XII na Galiza --- Base técnica dos navios dos Descobrimentos, in Actas do I Simpósio de História Marítima, Academia de Marinha, Lisboa, 1994, pp. 341–350

### publicações póstumas
- Curriculum de Dr. João da Gama Pimentel Barata, in Homenagem a Pimentel Barata, Memórias da Academia de Marinha, vol. XV, Lisboa 1995 (1986), pp. 5–7,
- Arqueologia Naval: Defesa de um Património Específico, in Sessão Comemorativa do 1.o Centenário da Arqueologia Naval em Portugal, Memórias da Academia de Marinha, vol. XXII, Lisboa, 1992, pp. 31-43
- Os Pseudo-rabelos dos Estaleiros Urbanos.  Revista Gaya: estudos de história, arquealogia e património, volume 1, 205-232, Canelas, Vila Nova de Gaia, 2023. Resumo publicado, 1as Jornadas de Antropologia Cultural de Vila Nova de Gaia, 1987
- Barcos do Douro - Comentários Técnicos da sua Iconografia (séculos XVIII-XX), sep. da Revista Gaya do Gabinete de História e Arqueologia de Vila Nova de Gaia, 6, 1988-1994, pp. 263-306; reedição digital na colectânea Barcos de Portugal, 2, Museu Marítimo de Ílhavo, 2023
- Arquitectura do Rabelo, in Memórias da Academia de Marinha, vol. XXIII, Lisboa, 1993, 8 pp.
- Nas Origens do Grupo de Estudos de História Marítima, Sessão Comemorativa do 25.o Aniversário da Criação do Grupo de Estudos de História Marítima, Memórias da Academia de Marinha, vol. XXIV, Lisboa, 1994, 5 pp.
- Património Naval - Valores, in Actas do Seminário Pescas e Navegações na História de Portugal (Séculos XII a XVIII) (1992), Cadernos Históricos VI, Comissão Municipal dos Descobrimentos, Lagos, 1995, pp. 49-64
- O Barco Poveiro, edição revista. Câmara Municipal da Póvoa de Varzim. Contemporânea Editora, 1996, 231 pp.

## Trabalhos de Arquitectura

### Lista contida num resumo curricular in[11]
- 1955/58 Principais Projectos do Gabinete [de Estudos da Direcção do Norte dos Edifícios Nacionais (M.O.P.)], de sua autoria: Unidade Satélite do Sanatório D. Manuel II; remodelação do edifício principal da ESBAP - e Aula Magna. Principais Projectos particulares: Estações de The Anglo-Portuguese Telephone C. - Lapa, Gaia, Boavista, Matosinhos e Foz do Douro.
- 1958/70 Principais Projectos particulares: Caixa Geral de Depósitos de Vila do Conde; habitações individuais da Rua de S. Tomé e Rua Leonardo Coimbra (colaboração Arq. Alcino Soutinho); habitações de férias em Esposende, estabelecimento de vendas de peças da Sociedade Comercial C. Santos, Lda. (Porto); ante-projecto do Museu Etnográfico de Viseu e agência da TAP no Porto (colaboração Arq. Alexandre Vasconcelos); ante-projecto da Pousada de Vila Nova de Cerveira (colaboração Arqs. Alcino Soutinho, Rolando Torgo, Domingos Tavares e Álvaro Meireles); projecto de ampliação da Casa do Terreiro (Leiria) (colaboração Arq. Álvaro Meireles).
- A partir de 1972 deixa de ter escritório por incompatibilidade com as funções oficiais na área da Cultura.
- De 1961 a 1963 coordenou as equipas do Norte das Habitações Económicas da Federação das Caixas de Previdência.
- Em 1964 chefiou a equipa de Arquitectura do Gabinete Técnico da CUF-Norte que projectou a fábrica de cerveja da Vialonga.

### Outros trabalhos
referidos no curriculum submetido à ESBAP para o concurso para Professor, 1962
- Fábrica de produtos prensados (projecto) [SONAE, Via Norte, Maia]
- Igrejas paroquiais de São Miguel de Freixo de Cima e Cepelos
- Igreja de Nossa Senhora de Inhassunge (projecto em colaboração)
- Residência paroquial de Alpendurada

## Filmografia
- Ana, realização de António Reis/Margarida Cordeiro. Interpretação do segundo personagem - o Filho - (Trás-os-Montes, Janeiro e Junho, 1981).
- A Lancha Poveira, realização de Adriano Nazaré/TV Porto. Assistência no âmbito da interpretação da construção da lancha e supervisão do texto do comentário (Fevereiro a Agosto, 1991/92).
- A Arquitectura do Rabelo, realização de Vítor Bilhete e José Monteiro. Guião do filme, texto do comentário (Porto, término, Outubro, 1992).

## Espólio
O seu espólio compreende, além de uma biblioteca com cerca de uma dezena de milhar de títulos, manuscritos, apontamentos, desenhos técnicos de Arquitectura e de embarcações, fotografias, e correspondência. Como versa dois temas principais e contém uma colecção de negativos fotográficos que necessitavam de tratamento adequado, este acervo foi doado às seguintes instituições:
- ao Museu Marítimo de Ílhavo a parte relativa à Etnologia e Arqueologia Naval, Etnografia, Sociologia e Museologia, tendo sido depositada em 2008, e posteriormente doada em 2012. Compreende uma biblioteca especializada de cerca de 6 mil títulos, centenas de manuscritos e dezenas de planos e fotografias de embarcações tradicionais.
- ao Centro Português de Fotografia em 2009, a parte relacionada com fotografia, que inclui todos os seus negativos (cerca de 15 mil) bem como as máquinas fotográficas que utilizou.
- à Fundação Instituto Arquitecto Marques da Silva (anteriormente Instituto Arquitecto José Marques da Silva) em 2017, a parte ligada às áreas de Arquitectura e Urbanismo. Compreende uma biblioteca especializada, desenhos de Arquitectura, textos e apontamentos.
- à Biblioteca Municipal Rocha Peixoto em 2021, parte da biblioteca, incluindo historiografia, poesia, sociologia e literatura.

## Em vida
- ganhou o Prémio "Gomes Pereira" com o estudo "O Barco Poveiro", Novembro de 1966, que recebeu em sessão solene na Câmara Municipal de Barcelos, Abril de 1967.
- ganhou o Prémio "Rocha Peixoto" (ensaio) com o mesmo estudo, Póvoa de Varzim, Maio de 1967.
- nomeado membro fundador do Grupo de Estudos de História Marítima (Ministério da Marinha/Lisboa), 1969, que posteriormente deu origem à Academia de Marinha.
- convidado para membro fundador do Instituto Internacional de Cultura Marítima, 1969.
- agraciado pelo Chefe do Estado Maior da Armada com a medalha Vasco da Gama, 8 de Junho de 1977.
- homenagem da Secção Regional do Norte da Associação dos Arquitectos, Porto, 1 de Julho 1991.
- eleito Membro Emérito da Academia de Marinha, Lisboa, 21 de Fevereiro, 1994.

## Póstumas
- agraciado com a medalha de mérito cultural, grau ouro, pela Câmara Municipal de Gaia, 1996.
- publicação de "Mestre Fil", uma recolha de testemunhos de Margarida de Sousa, N. J. Tasso de Sousa, António Meneres, J. J. Rigaud de Sousa, Carlos Carvalho Dias e Pedro Vieira de Almeida, in "Arquitectos", 159, Maio de 1996.
- sessão de homenagem, Escola Superior Artística do Porto, 1996.
- publicação do conto "Pau de chuva", dedicado a Octávio Lixa Filgueiras, por Maria Lúcia Perrone Passos, in "Brasil e Portugal, uns contos e tal", Prefácio, Lisboa, 2003.
- dado o nome de Rua do Arquitecto Lixa Filgueiras ao arruamento que envolve a Norte e Nascente a Escola Preparatório de Penalves, na Póvoa de Varzim; por decisão aprovada unanimemente em reunião camarária de 18 de Abril de 2004, com base numa memória justificativa elaborada por Manuel Lopes, Director da Biblioteca Municipal Rocha Peixoto.
- publicação de "Octávio Lixa Filgueiras, historien et anthropologue des bateaux" de Eric Rieth, in "Neptunia", 241, Paris, Março de 2006.
- publicação do estudo de Pedro Vieira de Almeida e Alexandra Cardoso, "Octávio Lixa Filgueiras, Arquitecto (1922-1996)", Centro de Estudos Arnaldo Araújo, Escola Superior Artística do Porto, 2007.
- colóquio internacional "Octávio Lixa Filgueiras, Arquitecto de Culturas Marítimas", Museu Marítimo de Ílhavo, 17 e 18 de Novembro de 2008, tendo sido publicado em 2009 o respectivo livro de actas, organizado por Álvaro Garrido, Francisco Alves, Âncora Editora, 2009, com contribuições de, entre outros, Fernando Alonso Romero[12], Francisco Contente Domingues[8] e Gonçalo Canto Moniz[9].
- preparação da antologia "Embarcações Tradicionais do Douro", com cordenação e apresentação de Teresa Soeiro, e que inclui o texto "Os barcos do Douro na ollada etnográfica de Lixa Filgueiras" de Francisco Callo Lourido, e a reprodução de 28 publicações suas sobre barcos do rio Douro e afluentes, além de curricula, 2010 (no prelo).
- lançamento pelo Museu Marítimo de Ílhavo do Prémio de Investigação em Cultura Marítima "Octávio Lixa Filgueiras", 31 de Março de 2012, que teve edições nos anos de 2012, 2014, 2016, 2019, 2021, 2023.
- sessão solene organizada pela Associação Portugal Rotário em que foi homenageado com a atribuição de uma "Paul Harris Fellowship", Póvoa de Varzim, 25 de Fevereiro de 2012.
- preparação, em 2012/2013, de uma exposição no Museu do Douro, versando os seus trabalhos sobre os barcos do Douro, que, por falta de verbas, não chegou a concretizar-se.
- uma das personalidades homenageadas pela Câmara Municipal de Castelo de Paiva no âmbito das comemorações do centenário do nascimento de João Pinto Ribeiro, Outubro de 2014.
- publicação de um dossier visual "Arquivo Fotográfico de Octávio Lixa Filgueiras: Contributos para o Estudo de um Homem e Seu Legado", in "Revista Argos", 3, Outubro de 2015, contendo 18 fotografias da sua autoria sobre embarcações tradicionais.
- sessão evocativa, que incluiu a apresentação do filme "Arquitectura do Rabelo", no âmbito do Congresso Internacional "Construção Naval", Vila do Conde, 24 de Maio de 2016.
- colóquio "Da Função Social do Arquitecto" e abertura da exposição "Octávio Lixa Filgueiras: o Habitat da Modernidade", comissariados por Gonçalo Canto Moniz e Nelson Mota, na cerimónia da assinatura do contrato de doação do seu espólio nas áreas da Arquitectura e Urbanismo à Fundação Marques da Silva, Porto, 18 de Abril de 2017.
- sessão de homenagem do Grupo de Arqueologia Naval do Noroeste, e entrega à família de Diploma de Fundador de Honra desta Associação, Leça da Palmeira, 15 de Junho de 2018.
- apresentação em sessão solene da Academia de Marinha do livro "Homenagem aos Fundadores da Academia de Marinha", que inclui um capítulo "Octávio Lixa Filgueiras" da autoria de Álvaro Garrido 21 de Maio de 2019.[2]
- sessão sobre o espólio doado ao Museu Marítimo de Ílhavo, com as apresentações "Olhar por Dentro" por Teresa Soeiro, e "No Rasto de Barcos com Octávio Lixa Filgueiras" por Miguel Filgueiras, e uma visita ao espólio em arquivo no Centro de Documentação de Ílhavo; organização de "Talkie-Walkie" e "23 Milhas - Ílhavo"; Ílhavo, 30 de Novembro de 2019.

## No centenário do nascimento
- exposição de fotografias Sesimbra pela Lente de Octávio Lixa Filgueiras, organizada pelo Município de Sesimbra, Setembro de 2022.
- sessão de homenagem do Grupo de Arqueologia Naval do Noroeste, realizada na Fundação Instituto Marques da Silva, Porto, 15 de  Outubro de 2022
- sessão no Salão Nobre da Câmara Municipal da Póvoa de Varzim incluindo a apresentação do texto de Lurdes Adriano e Gustavo Vasconcelos acima mencionado, 29 de Dezembro de 2022
- sessão de homenagem, integrada no ciclo de conferências Foz Literária, por iniciativa da União de Freguesias de Aldoar, Foz e  Nevogilde, com o apoio do Grupo de Arqueologia Naval do Noroeste, que teve lugar na sede dessa União, Porto, em 16 de Março de 2023, o que levou depois à publicação de Francisco Irineu Guimarães acima referida
- publicação pelo Centro Português de Fotografia de algumas fotografias do espólio de Octávio Lixa Filgueiras, no início de 2023
- o Museu Marítimo de Ílhavo e o CIEMAR promoveram a reedição digital de mais um conjunto de publicações de Octávio Lixa Filgueiras (Barcos de Portugal, 2), tendo Teresa Soeiro colaborado na selecção das mesmas e escrito a publicação mencionada abaixo[5], Novembro de 2023

1. ↑  Pedro Vieira de Almeida e Alexandra Cardoso, "Octávio Lixa Filgueiras, Arquitecto (1922-1996)", Centro de Estudos Arnaldo Araújo, Escola Superior Artística do Porto, 2007.
2. 1 2 3  Álvaro Garrido, "Octávio Lixa Filgueiras", in "Homenagem aos Fundadores da Academia de Marinha", Academia de Marinha, Lisboa, 2019.
3. ↑  Margarida de Sousa, N. J. Tasso de Sousa, António Meneres, J. J. Rigaud de Sousa, Carlos Carvalho Dias e Pedro Vieira de Almeida, "Mestre Fil", in "Arquitectos", 159, Maio de 1996.
4. ↑  Francisco Irineu V. de M. Guimarães, "Octávio Lixa Filgueiras, um arquitecto multifacetado", revista "O Tripeiro", 7a Série, Ano XLII, número 10, 318-319, 2023.
5. 1 2  Teresa Soeiro, "Octávio Lixa Filgueiras: a primeira década de investigação sobre 'cultura marítimo-fluvial'", Museu Marítimo de Ílhavo, 2023 (Barcos de Portugal, 2).
6. ↑  Eric Rieth, "Octávio Lixa Filgueiras, historien et anthropologue des bateaux", in "Neptunia", 241, Paris, Março de 2006.
7. ↑  Álvaro Garrido (coord.), "Octávio Lixa Filgueiras - Arquitecto de Culturas Marítimas", Lisboa, Âncora Editora/Museu Marítimo de Ílhavo, 2009.
8. 1 2  Francisco Contente Domingues, "Lixa Filgueiras: 
um arqueólogo naval na Academia de Marinha", in Álvaro Garrido (coord.), "Octávio Lixa Filgueiras - Arquitecto de Culturas Marítimas", disponível em Academia.edu.
9. 1 2  Gonçalo Canto Moniz, "Cultura marítima no ensino da Escola Superior de Belas Artes (1958/59-1968/69)", in Álvaro Garrido (coord.), "Octávio Lixa Filgueiras - Arquitecto de Culturas Marítimas".
10. ↑  Lurdes Adriano, Gustavo C. Duarte e Vasconcelos, "Octávio Lixa Filgueiras - Cultor da Arquitectura e da Etnologia Navais", in "Póvoa de Varzim, Boletim Cultural", 54, 2022.
11. 1 2 3 4  Teresa Soeiro (coordenação e apresentação) "Embarcações Tradicionais do Douro", antologia de 28 publicações de Octávio Lixa Filgueiras sobre barcos do rio Douro e afluentes, do texto de Francisco Callo Lourido "Os barcos do Douro na ollada etnográfica de Lixa Filgueiras", e curricula de Octávio Lixa Filgueiras, 2010, no prelo.
12. ↑  Fernando Alonso Romero, "Homenaje a Octávio Lixa Filgueiras", in Álvaro Garrido (coord.), "Octávio Lixa Filgueiras - Arquitecto de Culturas Marítimas".

1. ↑  A freguesia de nascimento é Nevogilde, contrariamente ao que consta numa certidão de nascimento que a dá como sendo a Foz do Douro. Este facto só foi conhecido em 2023 (cf. publicação de Francisco Irineu V. de M. Guimarães referida acima).